# Kajagoogoo

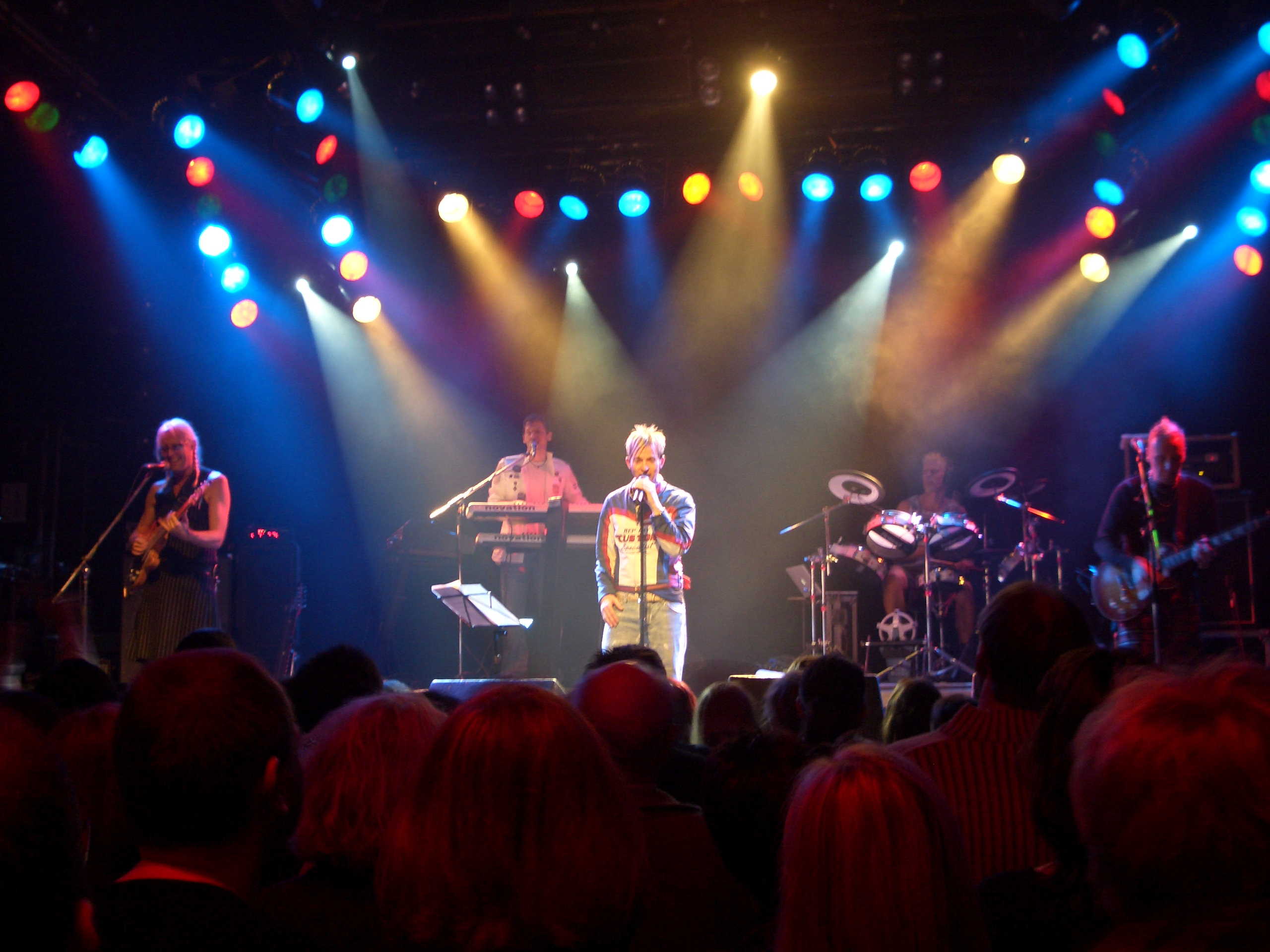
Kajagoogoo in 2008

Kajagoogoo is een Britse popgroep. Ze zijn het bekendst geworden door hun eerste single Too Shy, die in Nederland in het voorjaar van 1983 een gigantische hit scoorden in de destijds drie hitlijsten op de nationale publieke popzender Hilversum 3. De plaat stond negen weken in de Nederlandse Top 40 genoteerd en bereikte de 4e positie. In de TROS Top 50 werd eveneens de 4e positie bereikt en stond maar liefst twaalf weken in de lijst. In de Nationale Hitparade werd de 5e positie bereikt en behaalde de 5e positie en stond tien weken genoteerd. In de Europese hitlijst op Hilversum 3, de TROS Europarade, werd de 4e positie bereikt.
In België bereikte de plaat de nummer 1-positie in de voorloper van de Vlaamse Ultratop 50 en de 2e positie in de Vlaamse Radio 2 Top 30.   
De plaat bereikte in Kajagoogoo's thuisland het Verenigd Koninkrijk een nummer 1 notering in de UK Singles Chart en in de Verenigde Staten de 5e positie in de Billboard Hot 100.

## Het begin
In 1979 richtten vier mannen uit Leighton Buzzard, Bedfordshire de band Art Nouveau op. Art Nouveau was een instrumentale avant-garde-groep, met Nick Beggs op basgitaar, Steve Askew op gitaar, Stuart Neale op keyboards en Jez Strode op drums. Art Nouveau bracht de single "The Fear Machine" uit waar een paar honderd van werden verkocht. Ze werden gedraaid door John Peel maar dat leverde geen platencontract op.
In 1981 ging de band op zoek naar een zanger. Na een aangekondigde auditie kozen ze uiteindelijk voor Christopher Hamill. Hij maakte een anagram van zijn achternaam: Limahl. Daarna werd de naam van de band veranderd in het pakkende Kajagoogoo. "Kajagoogoo" is fonetisch uitgeschreven babytaal: 'Gaga Googoo' werd met een kleine aanpassing 'Kajagoogoo'.

## Succes en neergang
Tijdens een optreden in de Embassy Club in Londen, kreeg de band de interesse van drie platenmaatschappijen en Duran Durans toetsenist Nick Rhodes. De groep tekende uiteindelijk bij EMI. In juli 1982 werd Nick Rhodes samen met Duran Durans producer Colin Thurston ingehuurd om hun eerste album, White Feathers te produceren. Tussen de bedrijven door toerden en speelden ze mee met de band Fashion. In januari 1983 werd hun debuutsingle "Too Shy" uitgebracht en bereikte de top in de hitlijsten. "Ooh to Be Ah" en "Hang on Now", de opvolgende singles, bereikten beiden de Top 20 van de UK Singles Chart.
Met het succes van de band kwamen ook de spanningen, wat er uiteindelijk in resulteerde dat Limahl door de andere bandleden en de manager halverwege 1983 werd ontslagen en Nick Beggs de zang op zich nam. De eerste single van de vier man tellende Kajagoogoo werd Big Apple, die eind 1983 in de Top 10 van de UK Singles Chart terechtkwam en in Nederland de 10e positie in zowel de Nederlandse Top 40 als de TROS Top 50 behaalde en de 14e positie in de Nationale Hitparade.
Hun volgende single The Lion's mouth behaalde de UK Singles Chart, maar bereikte in Nederland de destijds drie hitlijsten op Hilversum 3 niet. Hierna haalden ze geen hits meer. Turn Your Back on Me haalde in het Verenigd Koninkrijk een bescheiden 47e positie in de UK Singles Chart. 
In Nederland was deze plaat op vrijdag 25 mei 1984 Veronica Alarmschijf op Hilversum 3 en werd een radiohit in de destijds drie hitlijsten op de nationale publieke popzender. De plaat bereikte de 17e positie in de Nederlandse Top 40, de 13e positie in de Nationale Hitparade en de 14e positie in de TROS Top 50. Het album Islands werd een commerciële flop en kwam in het Verenigd Koninkrijk maar tot een 35e positie in de abumlijst  .
Daarna verliet Jez Strode de band.
Om nog enige geloofwaardigheid te behouden en van hun "bubblegumimago" af te komen, kwamen de overige drie bandleden in 1985 terug als Kaja. Toen Jez nog in de band zat, waren ze het jaar daarvoor al in de Verenigde Staten verschenen als Kaja, waar een andere versie van het album Islands werd uitgebracht als EP maar bleef hangen op nummer 185 in de Billboards lijst. De nieuwe Kajagoogoo - Kaja, werd ook een flop waarop de band in 1986 uit elkaar ging, nadat ze in thuisland het Verenigd Koninkrijk Shouldn't Do That hadden uitgebracht.
In 2004 werd de groep bij elkaar gebracht door de televisiezender VH1, die het programma 'Bands Reunited' maakte, waarin Britse bands die uit elkaar waren gegaan weer bij elkaar werden gebracht. In het geval van Kajagoogoo was dat na 21 jaar.

## NPO Radio 2 Top 2000
| Nummer met noteringen in de NPO Radio 2 Top 2000 | '00  | '01  | '02  | '03  |
| ------------------------------------------------ | ---- | ---- | ---- | ---- |
| Too Shy                                          | 1230 | 1698 | 1515 | 1951 |

1. ↑  Een vetgedrukt getal geeft de hoogste notering aan.
2. ↑  2000 was het eerste jaar met een notering voor dit nummer.
3. ↑  Deze tabel is bijgewerkt tot en met de laatste editie (2024).